# Марина Логвиненко
Марина Логвиненко (рус. Марина Викторовна Логвиненко; Шахти, 1. септембар 1961), је совјетска и руска такмичарка у стрељаштву. Петострука је освајачица олимпијских медаља и двострука олимпијска победница.
На Олимпијским играма дебитовала је под заставом Совјетског Савеза у Сеулу 1988. када је освојила бронзу ваздушним пиштољем, а малокалибарским пиштољем заузела је осмо место. Под олимпијском заставом такмичила се у Барселони 1992. као део Уједињеног тима бивших совјетских република и освојила две златне медаље. У Атлатни 1996. такмичила се под заставом Русије и освојила по једно сребро и бронзу. Учествовала је и на Олимпијским играма у Сиднеју 2000. када је била девета малокалибарским пиштољем.
На Светским првенствима освојила је девет медаља, од тога пет златних. Два пута освојила је Светски куп ваздушним пиштоњем.